# Francisco León Franco
Francisco Javier León Franco (13 de outubro de 1832 – 10 de agosto de 1880) foi um político equatoriano. Ocupou o cargo de presidente de seu país entre 6 de agosto de 1875 e 6 de outubro de 1875, apenas por dois meses.